# Chendinhal, Yelbarga
Chendinhal là một làng thuộc tehsil Yelbarga, huyện Koppal, bang Karnataka, Ấn Độ.